# 2023-as törökországi elnökválasztás
A 2023-as törökországi elnökválasztást 2023. május 14-én tartották meg. A választás része az általános választásoknak, amelynek keretében az elnök- mellett parlamenti választást is tartanak. Mivel az első fordulóban egyik jelölt sem tudta megszerezni a szavazatok több mint 50%-át, május 28-án második fordulóra került sor.

## Dátum
A választás eredeti dátuma június 18 lett volna. 2020-ban felmerültek pletykák, elképzelések, hogy 2023-ban előrehozott választások lesznek. Ekkor a Nemzeti Mozgalom Párt elnöke Devlet Bahçeli nyilatkozott tett, hogy a választás 2023-nál nem lehet előbb. Ekkor hitet tett pártja Recep Tayyip Erdoğan hivatalban levő elnök támogatása mellett.

### Előrehozott választás
2023 januárjában az Igazság és Fejlődés Párt javaslatot tett előrehozott választásra, amely április 16., 30. vagy május 14-i dátumokat adott meg. Az ellenzéki "Hatok Asztala" nyilatkozott, hogy nem akar április 6-a után előrehozott választást. 2023. január 18-án Erdoğan jóváhagyta a választás korábban kerüljön megrendezésre, így május 14-e. lett a választás dátuma. A dátum választás szimbolikus is, hiszen 1950-ben ezen a napon tartottak általános választást, amikor a kemalista Köztársasági Néppárt jelöltjével szemben győzött a Demokrata Párti Adnan Menderes elnök.

### A választás elhalasztása
A 2023. februári szíriai és törökországi földrengések következtében Erdoğan 10, a földrengés által leginkább sújtott tartományban rendelt el vészhelyzetet a választásokig. A rendelet ellen szavazott az ellenzék. 2023. február 13-án Bülent Arınç, a kormányzó Igazság és Fejlődés Pártja volt parlamenti képviselője, 2009-2015 közötti miniszterelnök-helyettes egy interjúban azt mondta, hogy az adott körülmények között sem májusban, sem júniusban nem tartható meg a választás, el kéne halasztani. Ömer Çelik a kormánypárt szóvivője nem értett egyedül a javaslattal, az ellenzéki közös jelölt Kemal Kılıçdaroğlu válaszul azt mondta, hogy a választást csak háború esetén enged halasztani az alkotmány.

## Választási rendszer
Törökország elnökét kétfordulós választáson választják meg, ha az első fordulóban egyszerű többséggel győz egy jelölt, akkor nem kell második fordulót tartani. Az egyszerű többség esetén a szavazatok több mint 50%-át kell egy jelöltnek megszereznie. A második fordulóba a két legtöbb szavazatot kapott jelölt megy tovább. Előrehozott választás a Nagy Nemzetgyűlés képviselőinek 60%-ának a jóváhagyásával vagy elnöki rendelettel is meg lehet tartani. 2022. februárjában Mustafa Sentop, a Nagy Nemzetgyűlés elnöke nyilatkozott tett, hogy Erdoğan indulhat a választáson annak ellenére, hogy az alkotmány szerint az elnök csak két cikluson át lehet hivatalban. Şelçuk Özdag az ellenzéki Jövő Párt politikusa szerint a kormány Erdoğan harmadik elnöki ciklusi jelöltségével alkotmánysértést követ el, ugyanis már két ciklust kitöltött akkor.
Az elnökjelölteknek legalább 40 évesnek kell lenniük, felsőfokú végzettséggel kell rendelkezniük. Bármelyik párt, amely az elmúlt választáson legalább 5%-nyi szavazatot szerzett, indíthat elnökjelöltet. A független jelöltnek legalább 100 ezer aláírást kell megszerezni a jelölőíveken.

## Jelöltek

### Megerősített
- Recep Tayyip Erdoğan: Törökország elnöke (2014-)
  - Támogató pártok: Nemzeti Mozgalom Pártja, Nagy Egység Pártja, Szabad Ügy Párt
- Kemal Kılıçdaroğlu, az ellenzéki Köztársasági Néppárt vezetője. Ekrem İmamoğlu, Mansur Yavaş a Kılıçdaroğlut támogató ellenzéki pártvezetők, elnökhelyettes jelöltek. 
  - Támogató pártok: Nemzeti Szövetség, Törökország Munkáspártja, Szabaddemokrata Párt, Demokratikus Baloldal Pártja, Nép Felszabadítási Párt, Kommunista Párt
- Sinan Oğan , Nemzeti Mozgalom Pártja egykori politikusa

### Visszalépett jelöltek
- Devlet Bahçeli, Igazság és Fejlődés Pártja vezetője, 1999-2002 közötti miniszterelnök-helyettes.[8]
- Ekrem İmamoğlu, Isztambul polgármestere (2019-)[9]
- Mansur Yavaş, Ankara polgármestere (2019-)[10][11]
- Meral Akşener, a Jó Párt elnöke, volt pénzügyminiszter (1996-1997)[12]
- Muharrem İnce, Haza Párt elnöke[13]

## Eredmények
| Elnök jelölt                                                               | Elnök jelölt                            | Párt neve                               | Első forduló | Első forduló | Második forduló | Második forduló |
| Elnök jelölt                                                               | Elnök jelölt                            | Párt neve                               | Szavazatok   | %            | Szavazatok      | %               |
| -------------------------------------------------------------------------- | --------------------------------------- | --------------------------------------- | ------------ | ------------ | --------------- | --------------- |
|                                                                            | Recep Tayyip Erdoğan                    | Igazság és Fejlődés Pártja              | 27 133 837   | 49,52        | -               | -               |
|                                                                            | Kemal Kılıçdaroğlu                      | Köztársasági Néppárt                    | 24 594 932   | 44,88        | -               | -               |
|                                                                            | Sinan Oğan                              | független                               | 2,831,208    | 5.17         |                 |                 |
|                                                                            | Muharrem İnce                           | Haza Párt                               | 236,097      | 0.43         |                 |                 |
| Érvénytelen szavazatok                                                     | Érvénytelen szavazatok                  | Érvénytelen szavazatok                  | 1 037 101    | –            | -               | -               |
| Összes szavazat                                                            | Összes szavazat                         | Összes szavazat                         | 54 796 074   | 100          | -               | -               |
| Választásra jogosultak/Részvételi arány                                    | Választásra jogosultak/Részvételi arány | Választásra jogosultak/Részvételi arány | 64 190 651   | 86,96        | -               | -               |
| Forrás: Anadolu Archiválva 2023. május 14-i dátummal a Wayback Machine-ben |                                         |                                         |              |              |                 |                 |

### Területi sajátosságok

#### Első forduló
Recep Tayyip Erdoğan a legtöbb szavazatot a Fekete-tengeri régióban levő Gümüşhane, Bayburt, Rize tartományokban 72-80% közötti eredményt ért el, a Közép-anatóliai Yozgat és Çankırı tartományokban 73 és 77%-ot ért el. A Közép-antóliai és délkelet-anatóliai tartományok többségében is győzött. A nagyvárosok közül Bursában, Gaziantepen és Konyában győzött. A 2023-as földrengés által leginkább sújtott Kahranmarmaraş tartományban 71%-ot ért el. 
Kemal Kılıçdaroğlu a legtöbb szavazatot az anatóliai területen fekvő, kurdok által lakott tartományokban érte el: ezek közül a legtöbbet, Tunceli tartományban 80%, Şırnak és Hakkari tartományokban 72 és 75%-ot ért el. A földközi-tengeri régió összes tartományában győzött, közülük Mersin tartományban 57%-ot ért el. Az égei-tengeri régióban 8 tartományból, 4-ben győzött. A legtöbbet ezek közül a hagyományosan kemalista Izmir tartományban ért el. A nagyvárosok közül Ankarában, Adanában, Isztambulban és Izmirben győzött.